# Бартоломе Бермехо
Бартоломе Бермехо (шп. Bartolomé Bermejo) (рођен око 1440 у Кордоби, Шпанија — умро око 1495. у Сарагоси?), био је шпански сликар који је радио у стилу Фламанаца, сматран једним од највећих шпанских сликара који су радили прије Ел Грека. Бермехо је помогао увођењу ренесансе у Шпанију а његов рад су копирали многи шпански сликари епохе.
Скоро ништа није познато из његове ране сликарске активности. Крајем 1460-их Бермехо је живио у Валенсији. Његово најраније познато дјело је олтарна слика Св. Михајла за жупну цркву у Тоусу из 1468. године. Три године је радио у Арагону (између 1474 и 1477.), гдје му је наручена олтарна слика за цркву у Дароку, Санто Доминго де Силос. Завршена слика која приказје фигуру св. Доминика, посједује готичке елементе. Под утицајем фламанских мајстора ти елементи су полако нестајали и Бермехо почиње да се занима за проблеме натуралистичких детаља и перспективе. Половином 1480-их, Бермехо се преселио у Барселону, гдје је сарађивао са Ђауме Угетом, главним мајсторем каталонског готског сликарства.
Дјело које најјасније показује да је Бермејо усвојио ренесансну технику је „Пијета” за катедралу у Барселони из 1490. године.